# Mi de la Verge
Mi de la Verge (μ Virginis) és un estel situat a 61 anys llum del sistema solar, és el novè estel més brillant en la constel·lació de la Verge amb magnitud aparent +3,90.

## Característiques
Mi de la Verge és un estel de tipus espectral F2V amb una temperatura efectiva de 6715 K. 7,5 vegades més lluminosa que el Sol, té un diàmetre 2,1 vegades més gran que el diàmetre solar. No existeix unanimitat quant a la seva velocitat de rotació projectada, entre 30 km/s i 47 km/s, segons la font consultada. En qualsevol cas, com correspon a un estel de les seves característiques, rota molt més de pressa que el Sol, que rota a 2 km/s.
Encara que segons diversos autors el contingut metàl·lic de Mi de la Verge és comparable al del Sol, un altre estudi la considera un estel de baixa metal·licitat, amb una abundància relativa de ferro equivalent al 60% de la solar. És un 55% més massiva que el Sol. Té una edat estimada entre 1300 i 1500 milions d'anys, corresponent a la meitat de la seva vida dins de la seqüència principal.